# Litterär figur

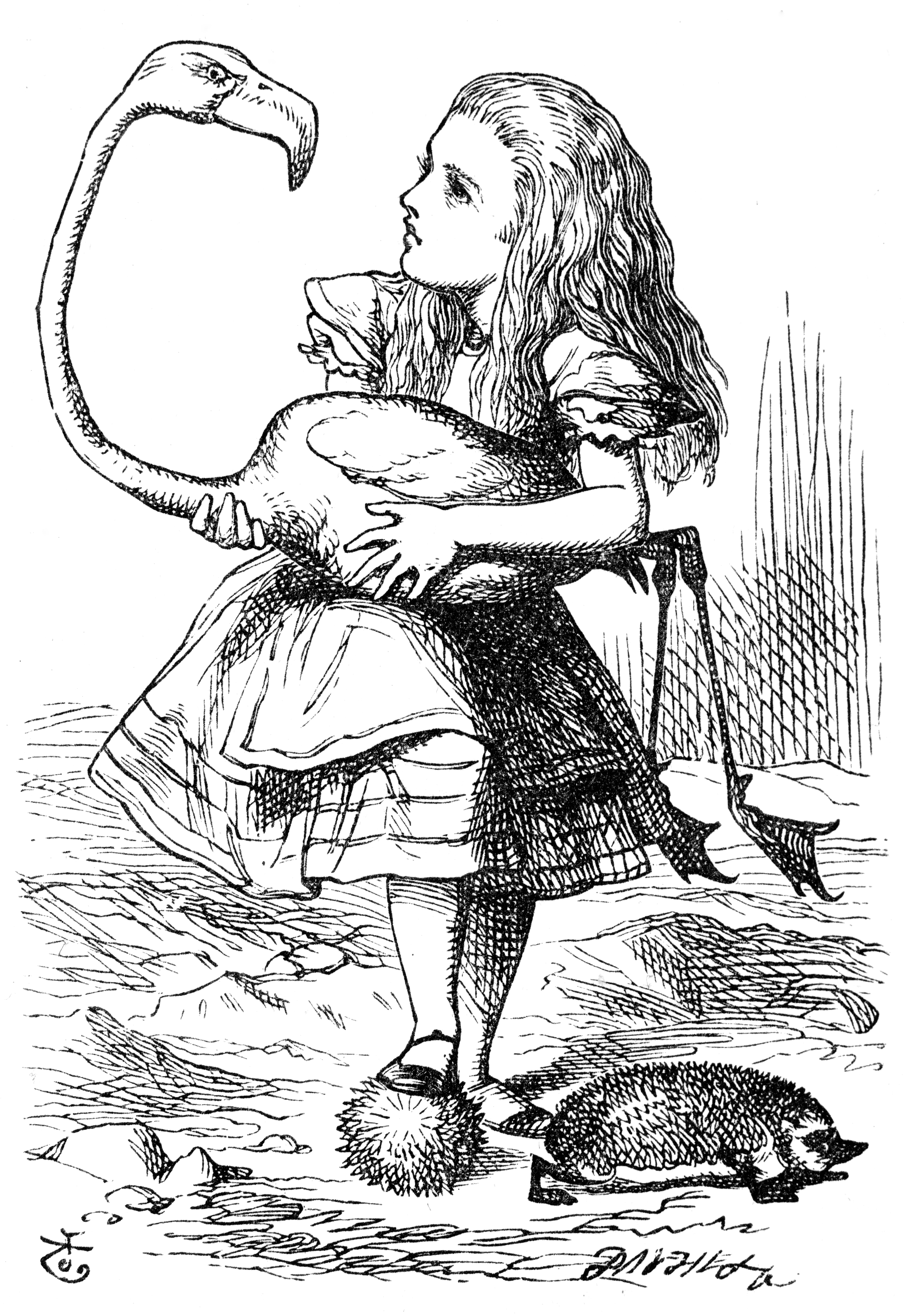
Alice, en litterär figur (baserad på en riktig person) från verket med samma namn av Lewis Carroll. Illustration av John Tenniel.

En litterär figur är en fiktiv person beskriven i en skönlitterär text.

## Figurens namn
I många fall ges en fiktiv figur ett symboliskt namn som inte har en direkt motsvarighet i verkligheten: "Sir Fidget", "Mr. Pinchwife" och "Mrs. Squeamish" är typiska exempel (alla från The country wife av William Wycherley). En del 1700- och 1800-talslitteratur, bland annat Samhällets olycksbarn, framställer figurernas namn genom att använda en bokstav och ett långt streck (den här konventionen används också för egennamn, som namn på platser). Detta har effekten att antyda att författaren har haft ett riktigt namn i åtanke, men har utelämnat detta för att anpassa sig till sociala normer om vad man får säga och göra. En liknande teknik använde Ian Fleming i sina 1900-talsromaner om James Bond, där det riktiga namnet för M skrevs "Adm. Sir M***". Det är också vanligt att låna adjektiv eller idéer, med liten förändring, för att antyda en litterär figurs kvaliteter: namnet Mr. Murdstone i David Copperfield antyder mord och obehag. 
Ett figurs namn anspelar ibland på en verklig, litterär eller mytologisk föregångare. Det kan vara så enkelt som att man kallar en figur som är kär för Romeo, eller namnger en figur som till synes kommer tillbaka från döden för Fenix.

## Typer av klassificering

### Rund och platt
Runda figurer är mycket detaljerade, ofta till den grad att de kan framstå som verkliga.
Protagonister (huvudpersoner) är ofta runda figurer, trots anmärkningsvärda undantag. Antagonister är också ofta runda, om än komediskurkar väldigt ofta är farsartat platta. Exempel på runda figurer från olika genrer är Humbert Humbert från Vladimir Nabokovs Lolita, Scarlett O'Hara och Rhett Butler från Margaret Mitchells Borta med vinden, Vlad Taltos från Steven Brusts romaner, Frodo Bagger från Tolkiens Sagan om ringen, Hannibal Lecter från När lammen tystnar, Buffy Summers från Buffy och vampyrerna, Magneto från X-Menserierna och filmen, Syaoran Li från CLAMPs Tsubasa Chronicle, Arthur Dent från Douglas Adams Liftarens guide till galaxen, V från V för vendetta och Arthur Conan Doyles Sherlock Holmes. 
En platt figur utmärks av sin brist på detaljer. Fast beskrivningen av figuren kan vara detaljerad, har figuren själv knappt några detaljer, utan brukar uppvisa endast ett enstaka karaktärsdrag. Ett antal stereotyper har utvecklats genom dramats historia. Några av de figurerna är tölpen (eller bondlurken), lurendrejaren och snobben. De här figurerna är ofta grunden för platta figurer, trots att delar av stereotyperna kan finnas i de runda figurerna också. Commedia dell'arte, en sorts improvisationsteater från Italien, består av aktörer som uppträder som välkända stereotyper i överenskomna situationer. 
Stödjande figurer/bifigurer, är generellt sett platta, eftersom de flesta mindre rollerna inte behöver vara så komplexa. Dessutom använder experimentell litteratur och postmodernistisk litteratur medvetet platta figurer, till och med som protagonister. 
Förutom människor kan fiktiva figurer vara utomjordingar, djur, (se antropomorfism) gudar, artificiella intelligenser, eller döda ting.

### Dynamisk och statisk
En dynamisk figur är en figur som förändras markant under handlingens förlopp. Förändringar som kan kvalificera en figur att vara dynamisk är till exempel förändringar i insikt, förståelse och värderingar. Förändringar i omständigheter, till och med fysiska omständigheter, gör inte figuren dynamisk, såvida omständigheterna inte förändrar figurens karaktär.
Per definition är protagonisten nästan alltid dynamisk. Speciellt i bildningsromaner, genomgår protagonisten en dramatisk förändring, och omvandlas från omedveten till erfaren. Exempel på dynamiska figurer är John the Savage i Aldous Huxleys Du sköna nya värld, Jay Gatsby i F. Scott Fitzgeralds Den store Gatsby, Luke Skywalker i Star Wars, Elizabeth Bennet i Jane Austens Stolthet och fördom och Denver i Toni Morrisons Beloved. 
Antagonister kan också vara dynamiska, som Antonio Salieri i Peter Shaffers Amadeus.
Motsatsen, en statisk figur genomgår inte någon markant förändring. Oavsett om det är en rund eller platt figur, är personligheten i grund och botten densamma i hela verket. Birollsfigurer är ofta statiska för att de skall fungera som tematiska element eller handlingselement.
Understödjande rollfigurer och viktigare figurer utöver protagonisten är oftast statiska, dock förekommer undantag.

## Andra slags figurer
En litterär figur kan baseras på en eller flera personer som faktiskt existerar eller har existerat. Dock kan den litterära figurens handlingar skilja sig från den verkliga personens.
En del verk har försökt framställa en historia utan att använda figurer. James Joyces Finnegans Wake är ett känt exempel. 

## Jungianska arketyper
En fiktiv figur kan baseras eller klassificeras med hjälp av jungianska arketyper. Dessa är modellerade efter mytologi, legender och folksagor.[källa behövs] Så kan Puck från Shakespeares En midsommarnattsdröm och Snurre Sprätt sägas vara exempel på jungianska tricksterarketyper på grund av att de trotsar etablerade beteendenormer.[källa behövs]
Carl Jung påbörjade 1918 att identifierade de första arketyperna baserade på handlingsmönster, vilka senare har vidareutvecklats av andra.

### Förarroller
- Protagonist: "...handlingens förare: den som tvingar fram handlingen." Definieras av "drivande" och "beaktande" karaktärsdrag
  - Motsvarighet hos Jung: Hjälte
- Antagonist: "...den direkta motsatsen till Protagonist." "Förhindrande" och "hänsynslös"
  - Motsvarighet hos Jung: Skugga
- Väktare: "...en lärare eller hjälpare som bistår protagonisten." "Hjälpsam" och "samvetsgrann"
  - Motsvarighet hos Jung: Vis gammal man eller vis gammal kvinna, ibland också kallad mentor
- Contagonist: "...hindrar och bedrar protagonisten..." "Hinder" och "Frestelse"

### Passagerarroller
- Förnuft: "...gör sina val och handlar efter logiken..." "Kontroll" och "Logik"
- Känsla: "...svarar med sina känslor utan att tänka..." "Okontrollerad" och "Känslosam"
- Skeptiker: "...tvivlar på allt..." "Motsättande" och "Misstro"
  - Jungs tricksterarketyp överlappar ofta de här, eftersom dess syfte är att ifrågasätta och tredskas med det etablerade sättet att göra saker på

En viss figur kan spela mer än en arketypsroll. En komplex figur kan blanda karaktärsdrag från olika arketyper, precis som riktiga personer inkluderar aspekter från alla arketyper. 